# Sant Miquel d'Alòs
Sant Miquel d'Alòs és una església del municipi d'Alòs de Balaguer (Noguera) inclosa en l'Inventari del Patrimoni Arquitectònic de Catalunya. Es troba als afores del nucli urbà d'Alòs de Balaguer, aproximadament a 800 m del riu, a poca distància del castell d'Alòs.

## Història
No es tenen notícies documentals d'aquesta ermita de la parròquia d'Alòs. Es podria tractar d'un edifici de la primera meitat del segle xi, immediatament posterior a la conquesta feudal d'Alòs de Balaguer que tingué lloc l'any 1024. En ser desafectada va ser destinada durant molts anys a usos agrícoles. L'any 2002 es va restaurar la capella.

## Arquitectura

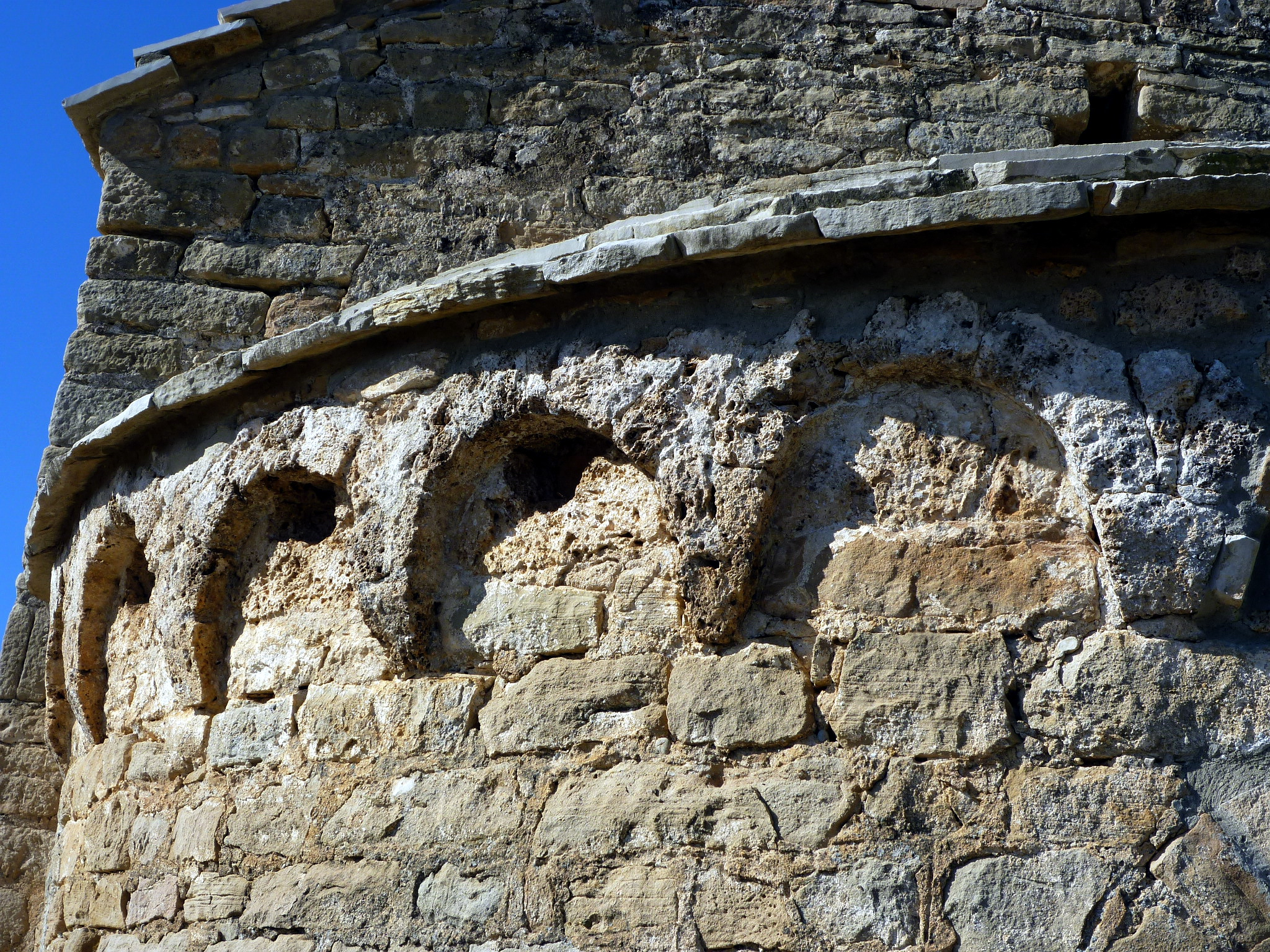
Arcuacions cegues a l'absis

La construcció d'un cup d'oli i la reconversió en paller ha provocat danys importants a l'absis i a les pintures. És una església molt senzilla d'una sola nau capçada a llevant per un absis semicircular cobert amb volta de quart d'esfera, unit a la nau amb un arc presbiteral de mig punt. Les mides són 5,80 m X 11 m. La nau és coberta amb volta de canó que descansa sobre tres arcs torals, un d'adossat a la façana de ponent que descarreguen sobre pilastres de secció rectangular; el punt de contacte entre l'arc i la pilastra l'ocupa una llosa de secció quadrada que sobresurt a manera d'imposta. Els espais entre pilastres són ocupats per arcs formers que suporten la volta, tres al mur nord i dos al sud, amb arc de mig punt. Es conserven dues portes. Sembla que la del mur de ponent és de construcció tardana. La porta original s'obre en el mur sud i és marcada pel tractament diferenciat de les dovelles que formen l'arc de mig punt. La il·luminació interior es resolia mitjançant quatre finestres adovellades de doble esqueixada situades una a cada mur de l'edifici i la quarta al mig de l'absis, i una finestra en forma de creu situada una al frontispici, damunt de la porta. L'absis presenta un fris d'arcuacions cegues.
El parament és de pedra sorrenca a base de carreus força regulars amb filades uniformes. La coberta era de dues aigües i encara es conserva part de les lloses que la cobrien. Segurament es tracta d'un edifici de la primera meitat del segle xi.

## Pintures murals
Resten alguns fragments de pintura mural, localitzats principalment a la banda sud de l'intradós de l'arc preabsidal i, en menor proporció, en un arc toral adossat al mur de ponent i en el darrer tram de volta. L'estat de conservació és molt precari, ja que el mur es repicà per enguixar-lo. Resta bàsicament el color vermell que defineix la forma de les figures i, en alguns punts, tota la decoració.
Tant pels temes -contraposició de l'Antic i el Nou Testament, però simbologia similar: triomf del bé sobre el mal- com per l'estil de les figures, es creu que el conjunt és genuïnament romànic, datable a la primera meitat del segle xii.